# Senna Ušić
Senna Ušić-Jogunica (Zagabria, 14 maggio 1986) è un'ex pallavolista croata, di ruolo schiacciatrice.

## Biografia
È figlia del cestista Sven Ušić e della pallavolista Snježana Azenić e sorella maggiore della pallavolista Marija Ušić.

## Carriera

### Club
La carriera di Senna Ušić inizia nel 1997 nelle giovanili del Velika Gorica: nella stagione 2003-04, passa in prima squadra, militante in 1.A Liga. Nella stagione 2005-06 si trasferisce in Italia, ingaggiata dalla Sirio Perugia, in Serie A1, conquistando, nella prima annata di permanenza, la Champions League e la Coppa di Lega e, nella stagione 2006-07, la Supercoppa italiana, la Coppa Italia, la Coppa CEV e lo scudetto.
Per il campionato 2007-08 è in Giappone per vestire la maglia delle Pioneer Red Wings, in V.Premier League, mentre in quello successivo ritorna in Italia per giocare con il Cesena, squadra alla sua prima annata in Serie A1. Nella stagione 2009-10 difende i colori del Robursport Pesaro, sempre nella massima divisione italiana: con il club marchigiano, in due annate di permanenza, vince due Supercoppe italiane e il campionato 2009-10.
Nella stagione 2011-12 firma per l'Eczacıbaşı, nella Voleybol 1. Ligi turca: resta legata al club di Istanbul per tre annate, conquistando due Supercoppe turche, la Coppa di Turchia 2011-12 e il campionato 2011-12.
Nella stagione 2014-15 si accasa allo Shanghai, in Chinese Volleyball League: concluse le attività in Cina, termina l'annata con la Savino Del Bene, in Serie A1. Per il campionato 2015-16 è nuovamente al club di Shanghai: anche in questo caso, terminate le competizioni cinesi, torna in Italia, per concludere la stagione con il San Casciano, sempre in Serie A1. Al termine della stagione 2015-16 annuncia il suo ritiro dall'attività agonistica.

### Nazionale
Nel 2003 è convocata nella nazionale croata under 18 con cui vince la medaglia d'oro al campionato europeo, venendo premiata anche come MVP, e ottiene il quinto posto al campionato mondiale. Nel 2004 è nella nazionale under 19, conquistando il quarto posto al campionato europeo, mentre nel 2005, con la nazionale under 20, chiude al decimo posto il campionato mondiale.
Nel 2002 ottiene le prime convocazioni nella nazionale maggiore. Nel 2009 vince la medaglia di bronzo ai XVI Giochi del Mediterraneo. Partecipa a tre edizioni del campionato europeo, ossia quelle 2009, 2013 e 2015, ottenendo come miglior risultato il quinto posto nell'edizione 2013, e a due edizioni del campionato mondiale, nel 2010, chiusa al diciassettesimo posto, e nel 2014, chiusa al tredicesimo posto. Ottiene le ultime convocazioni in nazionale nel 2016 quando è inserita nella lista delle atlete chiamate a partecipare alle qualificazioni europee ai Giochi della XXXI Olimpiade.

## Palmarès

### Club
- Campionato italiano: 2

2006-07, 2009-10
- Campionato turco: 1

2011-12
- Coppa Italia: 1

2006-07
- Coppa di Turchia: 1

2011-12
- Supercoppa italiana: 3

2006, 2009, 2010
- Supercoppa turca: 2

2011, 2012
- Coppa di Lega: 1

2006
- Champions League: 1

2005-06
- Coppa CEV: 1

2006-07

### Nazionale (competizioni minori)
- Campionato europeo under 18 2003
- Giochi del Mediterraneo 2009

### Premi individuali
- 2003 - Campionato europeo under 18: Miglior ricevitrice
- 2003 - Campionato europeo under 18: MVP
- 2003 - Campionato mondiale under 18: Miglior realizzatrice
- 2003 - Campionato mondiale under 18: Miglior ricevitrice